# Lampona pusilla
Lampona pusilla is een spinnensoort uit de familie Lamponidae. De soort komt voor in het oosten van Australië.